# 菊の世酒蔵
菊の世酒蔵（きくのよさかぐら）は、愛知県犬山市の博物館明治村にある建築物。明治時代初期に穀物蔵として建てられ、1895年（明治28年）に酒蔵として移築された。1983年（昭和58年）には博物館明治村で一般公開が開始され、2004年（平成16年）2月17日には明治村菊の世酒蔵（めいじむらきくのよさかぐら）として国の登録有形文化財に登録された。

## 歴史
明治初期、愛知県碧海郡新川町（現・碧南市）に穀物蔵として建てられたとされる。1895年（明治28年）、碧海郡刈谷町（現・刈谷市広小路5丁目1と銀座4丁目）に菊の世広瀬酒造の仕込み蔵として移築された。
1969年（昭和44年）にはこの建物が解体され、1965年（昭和40年）に開館したばかりの博物館明治村によって保存された。1983年（昭和58年）12月、博物館明治村の敷地内（5丁目64番地）に移築されて一般公開が開始された。2004年（平成16年）2月17日、国の登録有形文化財に登録された。
移築のさい、建物の地上部分の半分と地下は鉄筋コンクリート造に改修され、明治村の収蔵庫として使用されている（収蔵庫は非公開）。

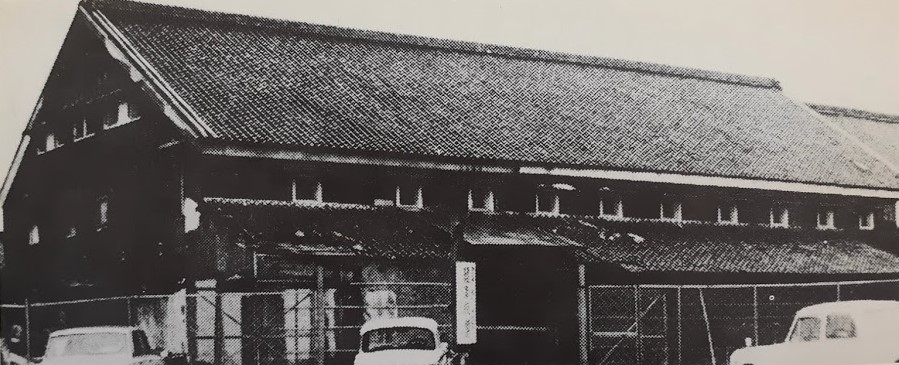
刈谷市にあった時代の酒蔵（1955年）

## 建築
桁行は18間（約33m）、梁行は9間（約16m）。土蔵造、切妻造、桟瓦葺、2階建の和風建築である。9間の梁行を3等分し、柱を立てて鳥居形に組み、両側から登り梁を渡して和小屋とした小屋組である。外壁は厚い土壁であり、片側に大きなひさしが付いている。

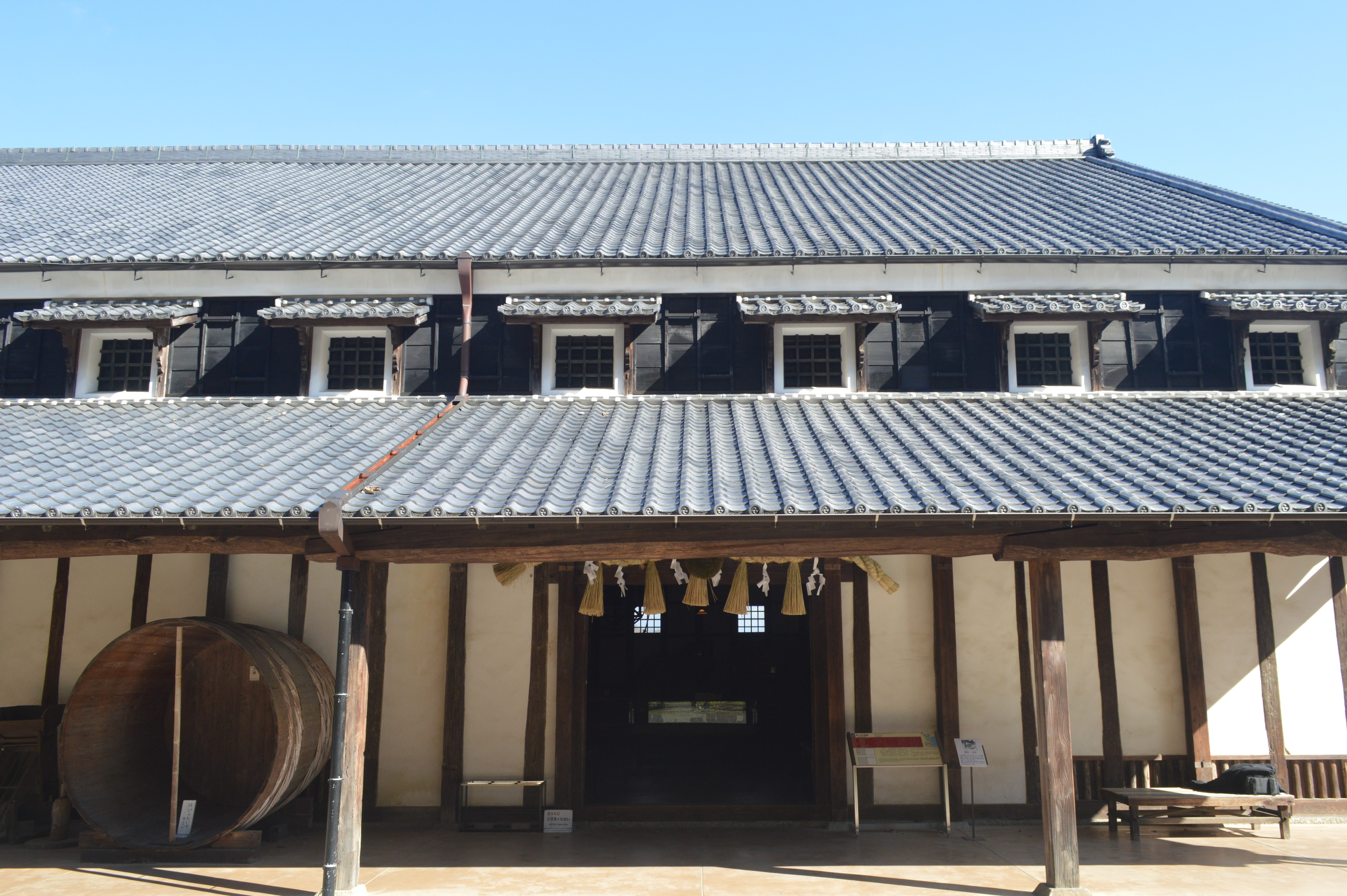
建物の入口
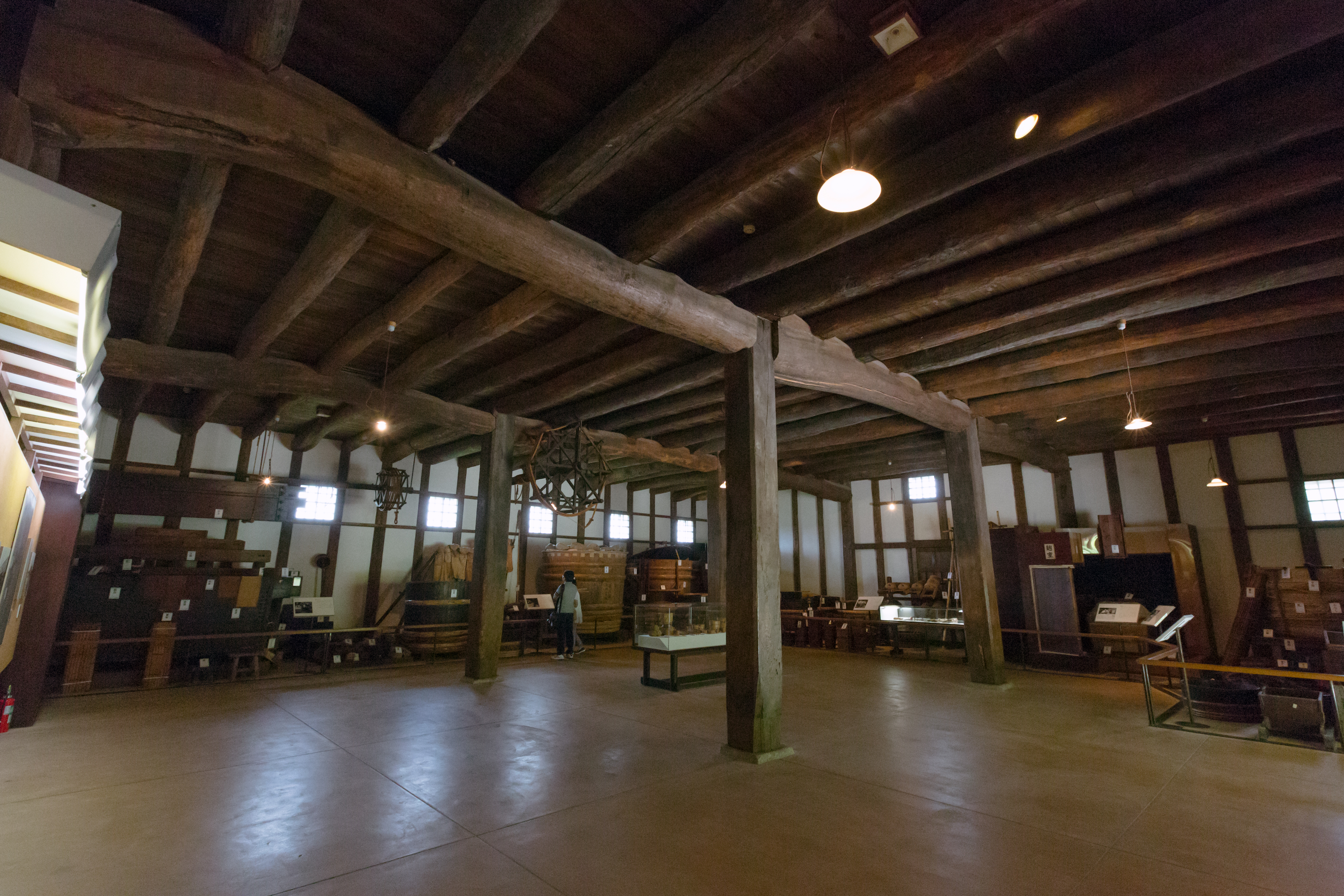
建物の内部
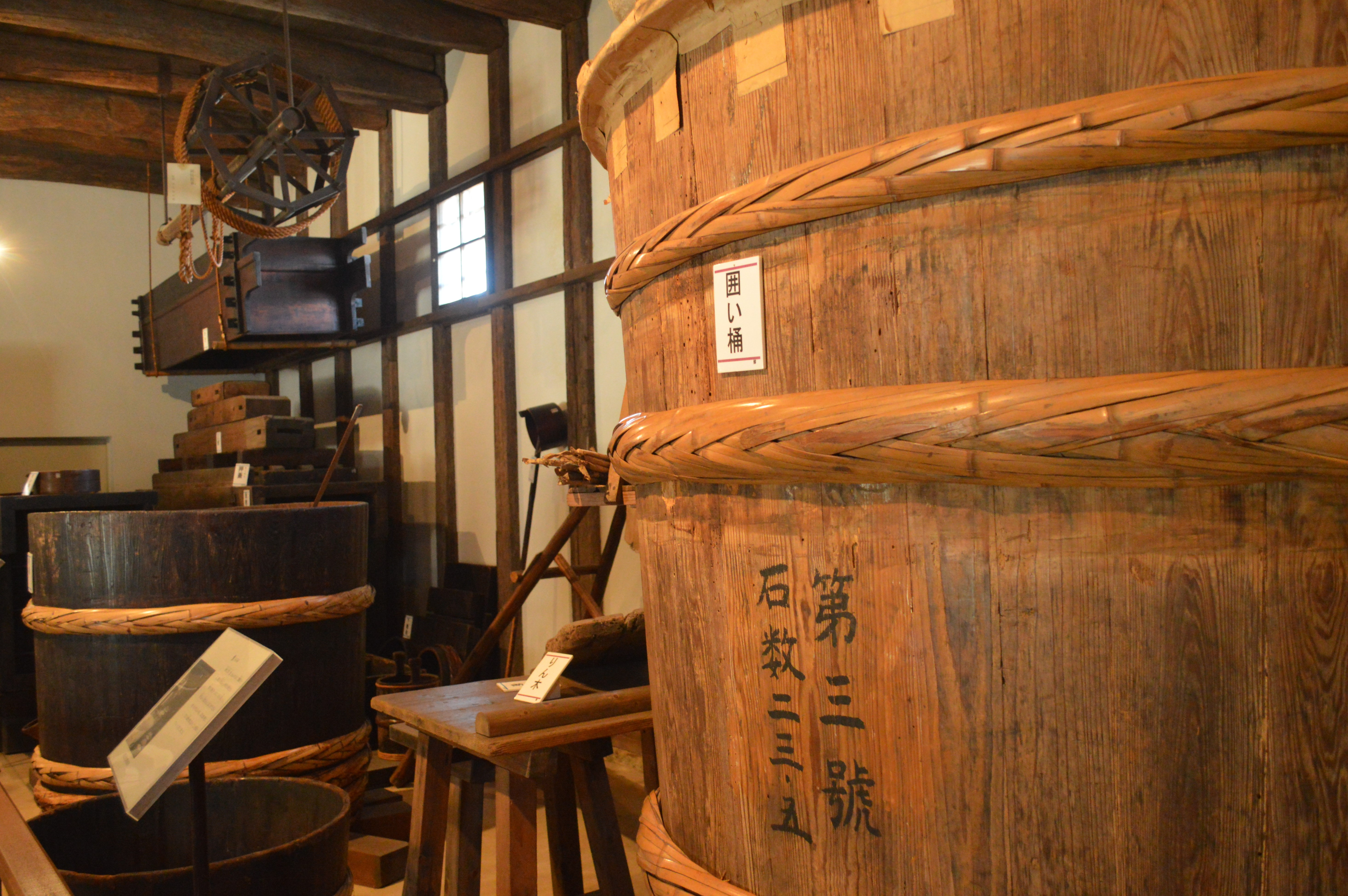
建物の内部